# Mommy
Mommy è un film del 2014 diretto da Xavier Dolan.
Pellicola di produzione franco-canadese presentata in concorso alla 67ª edizione del Festival di Cannes, dove ha vinto il Premio della giuria.

## Trama
In un possibile futuro prossimo, il Canada ha approvato una controversa legge, denominata S-14, che consente ai genitori di minori difficili, in caso di emergenza, di effettuare un ricovero coatto presso un istituto psichiatrico, saltando la procedura legale. Diane "Die" Despres, una vedova di 46 anni anticonformista, entra nel centro di recupero al quale Steve, il figlio quindicenne affetto da disturbo oppositivo provocatorio, è stato affidato dopo la morte del padre. La madre lo aveva messo in una comunità di recupero, ma la severa istitutrice che l'accoglie la informa sull'ennesima violenza di Steve: ha dato fuoco all'attrezzatura della sala mensa, causando gravi danni e bruciature al viso di un compagno. Diane deve riprenderselo. A nulla valgono le recriminazioni della madre che sa di non poter accudire Steve continuando a lavorare.
Madre e figlio si riuniscono e si capisce immediatamente che formano un duo esplosivo, fatto di amore, violenza, tenerezze e insulti. Diane è una donna dura, provata dalla vita, con la pelle spessa e un accento marcato. Con i suoi capelli biondi e i grandi occhi azzurri, Steve può sembrare per un attimo un angelo, per poi comportarsi subito dopo in modo diabolico, esibendo un'aggressività senza freno. In questo gioco, al limite del dramma, si inserisce la dirimpettaia, Kyla, un'insegnante di scuola secondaria che ha preso un anno sabbatico per curare una balbuzie invalidante, provocata da un grave ma ignoto episodio, accaduto due anni prima.
I tre tentano di stabilizzare la situazione: Kyla cerca di interessare Steve alle materie d'esame e lo intrattiene, facendolo studiare, mentre Diane va al lavoro, Diane si adatta a fare la donna delle pulizie, la vita scorre e anche Steve sembra più calmo. Ma a complicare la situazione giunge una richiesta di risarcimento per i danni subiti dal ragazzino sfigurato da Steve: 250 000 dollari, una cifra troppo alta per le disponibilità di Diane. Serve un avvocato e Diane lo trova: un vicino di casa che da tempo la corteggia, e che è ben felice di cogliere questo pretesto per invitarla a cena. La serata però ha un risvolto imprevisto, poiché le attenzioni dell'avvocato suscitano la violenta gelosia di Steve.
Pochi giorni dopo il ragazzo compie un nuovo atto estremo: si taglia le vene con un cutter, tra gli scaffali del supermercato, in un gesto che vuole essere dimostrativo dopo le parole di rimprovero rivoltegli dalla madre. Nella mente di Diane scorrono le immagini di uno Steve che si diploma, trova la compagna ideale, la sposa, diventa padre e rende Diane felice. Ma è soltanto un sogno: in realtà la madre ha deciso di avvalersi dell'articolo S-14 procedendo al ricovero coatto di Steve, momento molto doloroso per Diane e Kyla, che sono costrette ad assistere alla scena in cui Steve cerca di ribellarsi e viene stordito con un taser.
Diane e Kyla si incontrano dopo alcuni mesi: la balbuzie è tornata e la bellezza appannata di Diane sembra aver subito un colpo definitivo. Le due non riescono a parlarsi. Dopo aver fatto una telefonata a Die dall’ospedale in cui si trova, Steve si ribella iniziando a correre lungo un corridoio sulle note di Born to Die di Lana Del Rey, in riferimento al fatto di esser nato per amare la propria madre.

## Produzione
Dolan ha mantenuto quasi sempre un'inquadratura claustrofobica, quadrata (1:1), che costringe a inquadrare una sola persona per volta. In due sequenze, nei momenti più euforici del personaggio di Steve, il rapporto dell'immagine si allarga fino a 1,85:1.
In merito al tema del film, Dolan ha affermato in un'intervista: «La figura materna in relazione ai figli è un pozzo senza fondo di ispirazione». A chi lo ha accusato di accanirsi ancora una volta contro la figura materna ha replicato: «Malgrado la sua personalità, Diane sacrifica tutto per suo figlio, il suo lavoro, la sua salute mentale, la sua stabilità. È un ruolo di madre coraggiosa. La vita è crudele, ma io no».
Il film è stato girato tra ottobre 2013 e febbraio 2014 nei sobborghi di Montréal, soprattutto a Longueuil.

## Accoglienza
La rassegna è stata quasi unanimemente positiva. Essendo il primo film di Xavier Dolan ad avere una distribuzione italiana nelle sale, molta della stampa di conseguenza ha illustrato unitamente alle caratteristiche del film anche le novità nello stile dell'autore, presentandolo al pubblico italiano e sottolineandone la capacità di creare immagini. Il particolare formato del film è stato inoltre al centro di diverse interpretazioni.

## Riconoscimenti
- 2014 - Festival di Cannes
  - Premio della giuria a Xavier Dolan
  - Candidatura alla Palma d'oro a Xavier Dolan
- 2015 - David di Donatello
  - Candidatura al Miglior film straniero
- 2015 - Satellite Award
  - Candidatura al Miglior film straniero
  - Candidatura al Miglior attrice protagonista a Anne Dorval
- Premio Rivelazione dell'anno
  - Premio a Antoine Olivier Pilon